# Nico Gordon
Nico Gordon, né le 28 avril 2002 à Birmingham est un footballeur international montserratien qui évolue au poste de défenseur central au Monterey Bay FC.

## Biographie
Gordon est né à Birmingham et a fréquenté l'école catholique St Thomas Aquinas dans le district de Kings Norton,. Il rejoint Birmingham City en 2014 et a obtenu une bourse de deux ans avec l'Académie en juillet 2018. Selon l'entraîneur Steve Spooner, Gordon « peut jouer n'importe où à l'arrière et au milieu de terrain. C'est un excellent lecteur du jeu. Il intervient et peut trouver des passes. Il a joué en U18 l'année dernière et a très bien commencé cette saison.
Il a fait ses débuts en compétition avec les jeunes de Birmingham en août 2019, jouant arrière droit lors d'un match nul 1-1 contre Crystal Palace U23 et est devenu un joueur régulier de l'équipe. Il a également été capitaine de l'équipe des moins de 18 ans qui a atteint le cinquième tour de la FA Youth Cup en 2019-2020. Gordon est convoqué en équipe première début 2020 pour le match retour de la FA Cup contre Coventry City et en avril 2020, le club lui a fait une offre de contrat professionnel de trois ans, avec une quatrième année en option. Il a signé le contrat le 26 juin.

### Birmingham City
Lorsque la saison 2019-2020 de l'EFL Championship a repris après sa suspension liée à la pandémie de COVID-19, Gordon était l'un des nombreux jeunes nommés sur le banc pour le premier match de Birmingham. Il a fait ses débuts en Football League lors du match suivant, le 27 juin 2020 à domicile contre Hull City, remplaçant Jake Clarke-Salter, blessé, après 87 minutes alors que son équipe était menée 3-2 ; le match s'est terminé à 3-3. Gordon est titularisé pour la première fois le 12 juillet face à Stoke City, jouant à gauche avec trois défenseurs centraux. Alors que Stoke City menait 2-0 à la mi-temps, l'entraîneur intérimaire Spooner a opté pour une défense à quatre, et Gordon était plus à l'aise en arrière gauche ; le score est resté 2-0. Il a joué une fois de plus cette saison-là et deux autres fois à la fin de la saison suivante, lorsque, le maintien est obtenu, le nouveau manager Lee Bowyer a utilisé les deux derniers matches pour examiner les joueurs. Les deux défaites furent lourdes, même si le journal Birmingham Mail pensait qu'il « s'en était bien sorti contre l'une des meilleures forces offensives de la ligue » lors de la défaite 5-2 contre Blackburn Rovers.

#### Solihull Moors (prêt)
Après une saison 2022-2023 perturbée par la maladie, Gordon a rejoint le club de National League Solihull Moors en prêt pour la campagne 2023-2024 . À la 90e minute du match d'ouverture, alors que son équipe était menée 1-0 à domicile contre Eastleigh, Gordon a été expulsé pour un deuxième carton jaune après avoir repoussé un adversaire ; Moors a égalisé dans le temps additionnel. Ce fut sa seule apparition et il fut rappelé à Birmingham le 8 janvier 2024.

### North Texas SC
Gordon a rejoint le club de MLS Next Pro (troisième niveau) North Texas SC le 2 février 2024, pour un an avec une en option pour une deuxième année. Il a été nommé capitaine de l'équipe et a fait ses débuts lors du match d'ouverture de la saison 2024 de la MLS Next Pro, un match nul 0-0 contre les Whitecaps FC 2. Le North Texas SC a été couronné champion de la saison régulière, et a joué chaque minute des séries éliminatoires. Son club a battu St. Louis City 2 pour remporter le titre de la Conférence Ouest et Philadelphia Union II 3-2 en MLS Next Pro Cup et sacré champion au classement général,,. Les performances de Gordon au cours de la saison lui ont valu une place dans le MLS Next Pro Best XI.

### Monterey Bay FC
Gordon a rejoint le club de l'USL Championship (deuxième division) Monterey Bay FC en janvier 2025 pour un contrat d'un an avec une année en option.

### Carrière internationale
Gordon est né en Angleterre et est qualifié pour jouer au Montserrat car sa mère y est née,. Il a été appelé en équipe de Montserrat pour la première fois en septembre 2023, pour leurs matchs de la Ligue des Nations B de la CONCACAF 2023-24 contre la Barbade et la République dominicaine,. Il a débuté et joué son tout premier match, au cours duquel Montserrat a battu la Barbade 3-2 grâce à un coup franc à la 98e minute de son ancien coéquipier de Birmingham City, Lyle Taylor,.

## Palmarès
North Texas SC
- Saison régulière MLS Next Pro : Conférence Ouest
- Coupe MLS Next Pro : 2024

Individuel
- MLS Next Pro Best : 2024